# اسلام توربف
اسلام توربف (به لاتین: Islam Towarabaf) یک منطقهٔ مسکونی در افغانستان است که در ولایت جوزجان واقع شده‌است.